# RBKデイリー
RBKデイリーは、ロシアのモスクワで発行されている総合ビジネス新聞。
2006年10月より発行が開始されており、 ロシアでは珍しいフルカラーの新聞である。